# John Lambert
John Edward Lambert (Berkeley, 14 gennaio 1953) è un ex cestista statunitense, professionista nella NBA e in Italia.

## Carriera
Venne selezionato dai Cleveland Cavaliers al primo giro del Draft NBA 1975 (15ª scelta assoluta).